# Correction du Rhin alpin
Pour un article plus général, voir Rhin.
Le cours du Rhin dans sa partie située en amont du Lac de Constance a été corrigé à plusieurs reprises.

## Situation géographique et hydrologique
Le Rhin prend sa source dans les Alpes, dans le massif du Saint-Gothard, en Suisse. De sa source jusqu'à la confluence avec le Rhin postérieur, il est nommé Rhin antérieur. Après cette confluence, a lieu quelques kilomètres en amont de Coire à Disentis/Mustér, il prend le nom de Rhin alpin. Après Coire, le Rhin coule en direction du nord, il reçoit les eaux de la Landquart sur sa rive droite. Il marque ensuite la frontière entre le Liechtenstein et la Suisse, puis celle entre l'Autriche et la Suisse, au niveau de cette frontière il entre dans le lac de Constance par un delta. À la sortie du lac il continue vers l'ouest et rejoint Bâle où il bifurque vers le nord. Il rejoint la mer du Nord aux Pays-Bas. Le cours alpin du Rhin est sa partie située en amont du lac de Constance. On parle aussi de Rheintal pour désigner le sillon dans lequel coule le Rhin sur les frontières entre la Suisse, le Liechtenstein et l'Autriche.
Le bassin versant du Rhin alpin a une superficie de 6 100 km2, dans cette zone l'abrasion moyenne du sol est de 0,5 mm par an. C'est-à-dire que l'érosion enlève, en moyenne, un demi millimètre d'épaisseur de sol sur l'ensemble du bassin versant. Ainsi le Rhin alpin transporte 3 millions de mètres cubes de volume solide annuellement. Avant les travaux de correction du Rhin alpin, ce volume de matériaux se déposait en partie dans le cours du Rhin et participait donc à l'exhaussement de ce cours. Ainsi Vischer estime que sans ces travaux cet exhaussement serait d'environ un mètre par siècle, précisant qu'il s'agit d'un ordre de grandeur.

## Histoire
Les premiers travaux de protection contre les inondations et l'érosion des berges dateraient du XIe siècle. Ces travaux consistent à construire des seuils longitudinaux et des digues offensives. Les seuils longitudinaux sont des ouvrages construits dans le sens du courant, ils ont pour but de renforcer la berge et ainsi de minimiser les effets de l'érosion. Les digues offensives sont des épis dont le but est d'atténuer le courant sur les berges où ils sont construits. Cependant les digues offensives ne protègent que les berges sur lesquelles ils sont construits et ce au détriment de la berge opposée. Cette situation génère des désaccords de part et d'autre du cours du Rhin, des querelles sont documentés à partir du XVe siècle. 
Cependant tous ces travaux réalisés restent à la charge des habitants des rives du fleuve. Cette charge croissante, les querelles entre intérêts opposés et d'importantes crues poussent la Diète fédérale à intervenir. Selon Vischer ce sont les crues catastrophiques de 1724 et 1768 qui la poussent à agir. La Diète fédérale et le gouvernement zurichois envoient Hans Conrad Römer, un capitaine ingénieur zurichois, sur place. Ce dernier cartographie le cours du Rhin, de plus il évalue les ouvrages de protection et propose des améliorations.

### Régularisation saint-galloise
Le Rheintal est affecté par une importante crue en 1817. Selon Vischer, cette crue montre deux endroits clés de la zone : la plaine voisine de Sargans et le secteur situé à l’aval de l’embouchure de l'Ill.
La ligne de partage des eaux entre le Rhin et l'Aar est située dans la plaine de Sargans à quelques mètres au-dessus de la cote maximale du Rhin. À l'ouest de cette ligne se trouve le lac de Walenstadt, alimenté par la Seez. Depuis les travaux de correction de la Linth, la Linth passe par ce lac et rejoint ensuite le lac de Zurich par l'intermédiaire du canal de la Linth. De ce lac coule la Limmat qui rejoint l'Aar, affluent du Rhin. Le canal de la Linth construit entre 1807-1816 n'a pas les capacités pour absorber la Linth et le Rhin en crue. Au cours de ces travaux (1807-1816), Hans Conrad Escher, dirigeant les travaux, signale le danger d'une crue du Rhin et d'un déversement de celui-ci dans le lac de Walenstadt. En 1808, Escher fait réaliser un nivellement entre le Rhin et le lac de Walenstadt.
La Diète fédérale dépêche une commission en 1817. À la suite des travaux de cette commission et du plan de situation établi par Pestalozzi en 1818, les cantons des Grisons, de Saint-Gall, de Glaris, de Schwytz, de Zurich et d'Argovie font appel à Johann Gottfried Tulla, un expert en aménagement fluvial de Karlsruhe. En 1819, Tulla rédige un rapport dans lequel il préconise certains travaux ; la correction du Rhin du pont de Tardis jusqu'à Trübbach, la construction d'un digue de Mels à Sargans et le colmatage de la plaine de Sargans. Cependant les cantons concernés ne parviennent pas à s'entendre sur les coûts, aucuns travaux ne sont entrepris. Un nouveau projet de correction est élaboré par Richard La Nicca en 1830.
En l'absence de travaux, l'inquiétude perdure vis-à-vis de la ligne de partage des eaux entre Limmat et Rhin. Zurich s'oppose à deux projets, l'un prévoyant un canal pour radeaux entre les deux bassins versants et l'autre une tranchée afin de faire passer une ligne de chemin de fer. Il faut attendre une série de crues en 1846 pour que les pouvoirs locaux se soucient de nouveau du problème, cette année-là le Rhin est monté à 2,3 m de la ligne de partage des eaux. En 1853, la « Loi sur une correction radicale du Rhin » entre en vigueur dans le canton de Saint-Gall. En 1861 les pays concernés (Autriche, Liechtenstein et Suisse) se mettent d'accord sur les « lignes de récession », lignes que les digues de protections doivent suivre. 
Les travaux débutent dans les années 1860 et sont dirigés par William Fraisse.